# Kim Kuk-young
Kim Kuk-young (hangeul: 김국영; hanja: 金國榮; Anyang, 19 aprile 1991) è un velocista sudcoreano.
È detentore del record nazionale nei 100 metri piani, con un tempo di 10"07, realizzato nel 2017.

## Biografia
Pur non partecipando nelle gare individuali dei mondiali di Mosca 2013 riesce ad entrare a far parte della staffetta 4×100 metri come ultimo frazionista della squadra sudcoreana (composta oltre a lui da Oh Kyong-soo, Cho Kyu-won e Yoo Min-woo). Malgrado l'eliminazione alle batterie, il quartetto è in grado di stabilire un nuovo record nazionale con il tempo di 39"00.
Ai mondiali di Pechino 2015 non supera le batterie dei 100 metri piani, venendo eliminato dopo una prestazione da 10"48.
L'agosto del 2016 prende parte ai Giochi olimpici di Rio de Janeiro 2016, la sua prima rassegna olimpica. Qui disputa solamente la gara dei 100 metri piani, fermandosi al turno eliminatorio con un tempo di 10"37.

## Progressione

### 100 metri piani
| Stagione | Risultato | Luogo     | Data      | Rank. Mond. |
| -------- | --------- | --------- | --------- | ----------- |
| 2017     | 10"07     | Jeongseon | 27-6-2017 |             |
| 2016     | 10"35     | Hwaseong  | 2-6-2016  |             |
| 2015     | 10"16     | Gwangju   | 9-7-2015  |             |
| 2014     | 10"24     | Jinhua    | 6-7-2014  |             |
| 2011     | 10"46     | Taegu     | 9-6-2011  |             |
| 2010     | 10"23     | Taegu     | 7-6-2010  |             |
| 2008     | 10"60     | Dangjun   | 15-4-2008 |             |

### 200 metri piani
| Stagione | Risultato | Luogo     | Data       | Rank. Mond. |
| -------- | --------- | --------- | ---------- | ----------- |
| 2015     | 20"72     | Gangneung | 19-10-2015 |             |
| 2010     | 21"31     | Changwon  | 13-5-2010  |             |

## Palmarès
| Anno | Manifestazione      | Sede           | Evento      | Risultato   | Prestazione | Note             |
| ---- | ------------------- | -------------- | ----------- | ----------- | ----------- | ---------------- |
| 2010 | Mondiali juniores   | Moncton        | 100 m piani | Semifinale  | 11"05       |                  |
| 2010 | Giochi asiatici     | Canton         | 100 m piani | Semifinale  | 10"51       |                  |
| 2010 | Giochi asiatici     | Canton         | 4×100 m     | Batteria    | dq          |                  |
| 2011 | Asiatici            | Kōbe           | 100 m piani | Semifinale  | 10"73       |                  |
| 2011 | Asiatici            | Kōbe           | 4×100 m     | 6º          | 39"85       |                  |
| 2011 | Mondiali            | Taegu          | 100 m piani | Preliminare | dq          |                  |
| 2011 | Mondiali            | Taegu          | 4×100 m     | Batteria    | dq          |                  |
| 2013 | Asiatici            | Pune           | 100 m piani | Batteria    | dq          |                  |
| 2013 | Asiatici            | Pune           | 4×100 m     | 4º          | 39"18       |                  |
| 2013 | Mondiali            | Mosca          | 4×100 m     | Batteria    | 39"00       | Record nazionale |
| 2014 | Giochi asiatici     | Incheon        | 100 m piani | Semifinale  | 10"35       |                  |
| 2014 | Giochi asiatici     | Incheon        | 4×100 m     | Finale      | dq          |                  |
| 2015 | Asiatici            | Wuhan          | 100 m piani | Semifinale  | 10"47       |                  |
| 2015 | Asiatici            | Wuhan          | 4×100 m     | Batteria    | 40"42       |                  |
| 2015 | Universiadi         | Gwangju        | 100 m piani | 6º          | 10"31       |                  |
| 2015 | Universiadi         | Gwangju        | 200 m piani | Batteria    | dnf         |                  |
| 2015 | Universiadi         | Gwangju        | 4x100 m     | 7º          | 41"70       |                  |
| 2015 | Mondiali            | Pechino        | 100 m piani | Batteria    | 10"48       |                  |
| 2016 | Giochi olimpici     | Rio de Janeiro | 100 m piani | Batteria    | 10"37       |                  |
| 2017 | Mondiali            | Londra         | 100 m piani | Semifinale  | 10"40       |                  |
| 2018 | Giochi asiatici     | Giacarta       | 100 m piani | 8º          | 10"26       |                  |
| 2018 | Giochi asiatici     | Giacarta       | 200 m piani | 4º          | 20"59       |                  |
| 2018 | Giochi asiatici     | Giacarta       | 4×100 m     | 5º          | 39"10       |                  |
| 2019 | Campionati asiatici | Doha           | 100 m piani | 6º          | 26"22       |                  |
| 2019 | Campionati asiatici | Doha           | 4×100 m     | Finale      | dns         |                  |
| 2019 | Mondiali            | Doha           | 100 m piani | Batteria    | 10"32       |                  |
| 2023 | Asiatici indoor     | Astana         | 60 m piani  | Semifinale  | dq          |                  |
| 2023 | Giochi asiatici     | Hangzhou       | 4x100 m     | Bronzo      | 38"74       |                  |
| 2024 | World Relays        | Nassau         | 4×100 m     | Batteria    | 39"25       |                  |